# Gordon Fraser

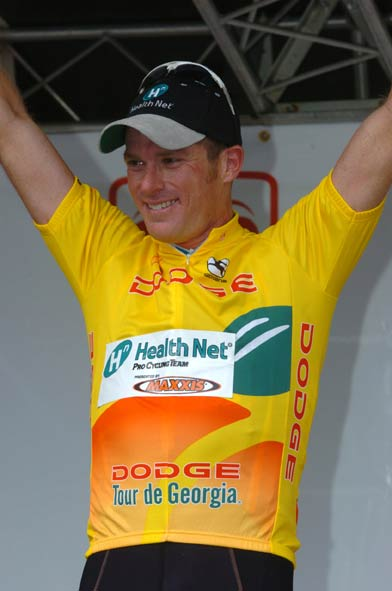
Gordon Fraser bei der Tour de Georgia 2006

Gordon Fraser (* 19. November 1968 in Ottawa) ist ein kanadischer Radrennfahrer.
Fraser wurde 1994 Profi bei Motorola, wo er drei Jahre fuhr. Danach fuhr er ein Jahr bei dem kleinen französischen Radsportteam Mutuelle de Seine-et-Marne, mit dem er an der Tour de France 1997 teilnahm. Nach diesem kurzen Zwischenspiel fuhr er fünf Jahre für das Mercury Cycling Team, bevor er 2003 zu seiner jetzigen Mannschaft Health Net-Maxxis wechselte. Er konnte in seiner Karriere bereits mehr als 40 Rennen gewinnen, die meisten sind jedoch kleinere Rennen in den Vereinigten Staaten und Kanada. 2005 gewann er den Wachovia Classic und wurde Achter in der UCI America Tour.

## Erfolge
1994
- Paris–Troyes

2004
- Kanadischer Meister – Straßenrennen

## Teams
- 1994 Motorola
- 1995 Motorola
- 1996 Motorola
- 1997 Mutuelle de Seine-et-Marne
- 1998 Mercury Cycling Team
- 1999 Mercury Cycling Team
- 2000 Mercury Cycling Team-Manheim Auctions
- 2001 Mercury-Viatel
- 2002 Mercury Cycling Team
- 2003 Health Net-Maxxis
- 2004 Health Net-Maxxis
- 2005 Health Net-Maxxis
- 2006 Health Net-Maxxis